# نگرانی‌های مربوط به حفظ حریم خصوصی در شبکه‌های اجتماعی
از زمان ظهور سایت‌های شبکه‌های اجتماعی اولیه در اوایل سال ۲۰۰۰، سیستم عامل‌های شبکه‌های اجتماعی آنلاین، به طور گسترده‌ای گسترش یافته‌اند، که از معروف‌ترین این رسانه‌های اجتماعی در اواسط دهه ۲۰۱۰، فیس بوک، اینستاگرام، توییتر و اسنپ چت را می‌توان نام برد. هجوم عظیم اطلاعات شخصی که به صورت آنلاین در دسترس قرار گرفته و در فضای ابری ذخیره شده‌است، باعث شده که توانایی پایگاه داده در ذخیره‌سازی ایمن چنین اطلاعات شخصی در خصوص حفظ حریم خصوصی کاربران را در اولویت بحث قرار گیرد. اینکه کاربران و مدیران پلتفرم رسانه‌های اجتماعی تا چه حدی می‌توانند به پروفایل‌های کاربر دسترسی پیدا کنند، موضوع جدیدی از نظر اخلاقی بوده و قانونی بودن، آگاهی و مرزهای نقض حریم خصوصی، می‌تواند جز نگرانی‌های اساسی در عصر تکنولوژی باشد.
شبکه اجتماعی یک ساختار اجتماعی است که از مجموعه ای از بازیگران اجتماعی (مانند افراد یا سازمان‌ها)، مجموعه ای از روابط دوگانه و سایر تعاملات اجتماعی بین بازیگران تشکیل شده‌است. نگرانی‌های مربوط به حفظ حریم خصوصی در شبکه‌های اجتماعی زیرمجموعه ای از حریم خصوصی اطلاعاتی است که شامل حق حفاظت از حریم شخصی در مورد ذخیره‌سازی، احیای مجدد، ارائه به اشخاص ثالث و نمایش اطلاعات مربوط به خود از طریق اینترنت است. مسائل مربوط به امنیت و حفظ حریم خصوصی در شبکه‌های اجتماعی ناشی از اطلاعات زیادی است که این سایت‌ها هر روز پردازش می‌کنند. ویژگی‌هایی که کاربران را دعوت می‌کنند تا در پیام‌ها، دعوتنامه‌ها، عکس‌ها، برنامه‌های پلت فرم باز و سایر برنامه‌ها مشارکت کنند اغلب بستر دسترسی دیگران به اطلاعات خصوصی کاربر را فراهم می‌کند. علاوه بر این، فناوری‌های مورد نیاز برای مقابله با اطلاعات کاربر ممکن است حفظ حریم خصوصی آنها را نقض کند.
ظهور وب ۲٫۰ باعث ایجاد پروفایل اجتماعی شده و نگرانی رو به رشدی برای حفظ حریم خصوصی اینترنت را به وجود آورده‌است. وب ۲٫۰ سیستمی است که اشتراک گذاری اطلاعات مشارکتی و تعامل در اینترنت و وب سایت‌های رسانه‌های شبکه‌های اجتماعی مثل فیس بوک و مای اسپیس را آسان می‌کند. این سایت‌های شبکه‌های اجتماعی از اواخر دهه ۲۰۰۰ شروع به رونق محبوبیت خود کرده‌اند. از طریق این وب سایت‌ها بسیاری از افراد اطلاعات شخصی خود را در اینترنت به اشتراک می‌گذارند. این شبکه‌های اجتماعی تمام تعاملاتی را که در سایت‌های خود انجام شده را ردیابی می‌کنند و آنها را برای استفاده‌های بعدی ذخیره می‌کنند. این موارد شامل مزاحمت‌های سایبری، افشای محل سکونت ، نمایه سازی اجتماعی، افشای اطلاعات شخصی توسط شخص ثالث و استفاده دولت از وب سایت‌های شبکه اجتماعی در تحقیقات بدون پاس داشتن حکم اجازهٔ دسترسی است.

## تاریخچه
قبل از رشد سریع سایت‌های شبکه‌های اجتماعی طی دهه گذشته، انواع اولیه شبکه‌های اجتماعی وجود داشت که قدمت آنها به سال ۱۹۹۷ می‌رسد. مانند سیکس دیگریز و فرندستر. هنگامی که این دو پلت فرم رسانه اجتماعی معرفی شده بودند، انواع دیگری از شبکه‌های اجتماعی نیز وجود داشتند مانند: بازی‌های چند نفره آنلاین، وبلاگ‌ها و سایت‌های انجمنی، گروه‌های خبری، لیست نامه‌های پستی و سایت‌های دوست یابی. آنها مانند ستون فقراتی برای سایت‌های جدید و مدرن بودند. از زمان ظهور اینگونه سایت‌ها، مسألهٔ حفظ حریم خصوصی به عنوان یک نگرانی برای عموم مردم به وجود آمد. در سال ۱۹۹۶، زن جوانی در شهر نیویورک با یکی از دوستان مجازی خود ملاقات کرد و بعداً به دلیل آزار و اذیت جنسی از او شکایت کرد. این فقط یک نمونه ابتدایی از چندین موردی است که در مسألهٔ حفظ حریم خصوصی اینترنت وجود دارد.
در گذشته، سایت‌های شبکه‌های اجتماعی عمدتاً دارای قابلیت گپ زدن با دیگران در یک اتاق گفتگو بودند، که محبوبیت آنها بسیار کمتر از شبکه‌های اجتماعی امروزی است. برخلاف کاربران در عصر حاضر، افرادی که از این سایتها استفاده می‌کردند به عنوان «متخصصین فنی» دیده می‌شدند. یکی از موارد ابتدایی در حفظ حریم خصوصی مربوط به MySpace بود، که به دلیل «آزار و اذیت افراد زیر سن قانونی، زورگیری و نقض حفظ حریم شخصی»، ناگزیر به گذاشتن محدودیت شرایط سنی و سایر اقدامات ایمنی شد. اکنون در جامعه ای هستم که حوادث غیرمترقبه ای مانند ایجاد مزاحمت و «جعل هویت در فضای مجازی» بسیار رایج است.
به گفته کلی کوین، «استفاده از رسانه‌های اجتماعی در همه جا فراگیر شده‌است، به طوری که امروزه ۷۳٪ از کل بزرگسالان ایالات متحده از سایت‌های شبکه‌های اجتماعی استفاده می‌کنند و میزان استفاده از آنها در میان بزرگسالان و زنان به طور قابل توجهی بالاتر است.» طی دهه گذشته به محبوبیت سایت‌های رسانه‌های اجتماعی افزوده شده و آنها تنها به افزایش این محبوبیت می‌پردازند. اکثر مردم ایالات متحده به هر حال از یک نوعی از سایت‌های رسانه اجتماعی استفاده می‌کنند.

## دلایل
دلایل مختلفی وجود دارد که به نقض حریم خصوصی در سراسر پلت فرم‌های شبکه اجتماعی کمک می‌کند. می‌دانیم که «با این طراحی، فناوری‌های رسانه‌های اجتماعی با مکانیزم‌های کنترل و دسترسی به اطلاعات شخصی چالش دارند، زیرا اشتراک محتوای تولید شده توسط کاربر در عملکرد آنها مهم است.» این ثابت می‌کند که شرکت‌های سازندهٔ این شبکه‌های اجتماعی برای عمومی شدن به اطلاعات خصوصی افراد نیاز دارند تا سایت‌های آنها بتوانند فعالیت کنند. آنها به انتشار محتوا توسط مردم و ارتباط با یکدیگر نیاز دارند. این مسئله ممکن است لزوماً چیز بدی نباشد. با این حال، باید از نگرانی‌های مربوط به حریم خصوصی آگاه بود. حتی با تنظیمات حریم خصوصی، پست‌های موجود در اینترنت همچنان می‌توانند با افرادی به غیر از پیروان یا دوستان کاربر به اشتراک گذاشته شوند. یکی از دلایل این امر این است که «قوانین انگلیس در حال حاضر قادر به محافظت از کسانی نیست که در شبکه‌های اجتماعی محتوایی به اشتراک می‌گذارند تا اطلاعات خود را بیش از آنچه که باید، منتشر کنند» اطلاعات همیشه این فرصت را دارند که ناخواسته بصورت آنلاین پخش شوند. وقتی چیزی در اینترنت قرار گرفت، عمومی می‌شود و دیگر خصوصی نیست. کاربران می‌توانند تنظیمات حریم خصوصی حساب‌های خود را روشن کنند. با این حال، این کار تضمینی بر اینکه اطلاعات در دسترس کسانی فراتر از مخاطبان مورد نظر آنها نباشد، نخواهد بود. تصاویر و پست‌ها را می‌توان ذخیره کرد و ممکن است پست‌ها واقعاً هرگز حذف نشوند. در سال ۲۰۱۳، مرکز تحقیقات پیو دریافت که «۶۰٪ از کاربران نوجوان فیس بوک پروفایل خصوصی دارند.» این ثابت می‌کند که حریم خصوصی قطعاً چیزی است که مردم هنوز آرزو دارند آن را بدست آورند.
زندگی یک شخص با وجود شبکه‌های اجتماعی بسیار عمومی تر می‌شود. سایت‌های رسانه‌های اجتماعی به افراد اجازه می‌دهد تا با با استفاده از تعاملات شخصی با افراد بیشتری ارتباط برقرار کنند. افراد می‌توانند با کاربران در سراسر جهان ارتباط برقرار کنند که شاید هرگز فرصتی برای ملاقات حضوری با آنها نداشته باشند. این می‌تواند تأثیرات مثبتی داشته باشد. با این حال، این مسئله نیز نگرانی‌های زیادی در مورد حریم خصوصی ایجاد می‌کند. می‌توان راجع به شخصی، اطلاعاتی را که او مایل به انتشار آن نباشد را منتشر کرد. در کتاب رمان این مسئله پیچیده‌است، نویسنده توضیح می‌دهد که برخی از مردم «معتقدند که تمایل به اشتراک در فضاهای عمومی - و قاعدتاً، هر عمل نمایشگرایی و تبلیغات - با میل به حریم خصوصی شخصی سازگار نیست.» وقتی چیزی در اینترنت منتشر شد، برای چندین نفر قابل دسترسی است و حتی می‌تواند فراتر از دوستان یا پیروان فرض شده نیز به اشتراک گذاشته شود. امروزه بسیاری از کارفرمایان قبل از استخدام یک شخص برای یک شغل یا موقعیت، به شبکه‌های اجتماعی فرد نگاه می‌کنند. رسانه‌های اجتماعی به ابزاری تبدیل شده‌اند که افراد برای پی بردن از اطلاعات زندگی اشخاص از آن استفاده می‌کنند. افراد می‌توانند قبل از اینکه حتی یکبار شخصی را ملاقات کنند، براساس آنچه او منتشر کرده، چیزهای زیادی دربارهٔ او بفهمند. توانایی دستیابی به حریم خصوصی روندی بی پایان است. بوید توصیف می‌کند که «دستیابی به حریم خصوصی نیاز به توانایی کنترل وضعیت اجتماعی با استفاده از نشانه‌های پیچیده متن، استطاعت فنی و پویایی اجتماعی دارد.» جامعه به طور مداوم در حال تغییر است؛ بنابراین، توانایی درک شرایط اجتماعی برای به دست آوردن حریم خصوصی مرتباً تغییر می‌کند.

### سطوح مختلفی از حریم خصوصی ارائه شده‌است
سایت‌های شبکه‌های اجتماعی در سطوح حریم خصوصی ارائه شده متفاوت هستند. برای برخی از سایت‌های شبکه‌های اجتماعی مانند فیس بوک، ارائهٔ نام‌های واقعی و سایر اطلاعات شخصی توسط سایت مورد نیاز است (در صفحه ای که به عنوان «پروفایل» شناخته می‌شود). این اطلاعات معمولاً شامل تاریخ تولد، آدرس محل سکونت فعلی و شماره تلفن(ها) است. همچنین بعضی از سایت‌ها به کاربران اجازه می‌دهند تا اطلاعات بیشتری در مورد خود مانند علاقه‌مندی‌ها، سرگرمی‌ها، کتاب‌ها یا فیلم‌های مورد علاقه و حتی وضعیت روابط خود ارائه دهند. با این حال سایت‌های شبکه اجتماعی دیگری مانند Match.com نیز وجود دارد که بیشتر افراد ترجیح می‌دهند ناشناس باشند؛ بنابراین، پیوند دادن کاربران به هویت واقعی آنها گاهی اوقات دشوار است. با این حال، بعضی اوقات می‌توان افراد را با شناسایی مجدد چهره شناسایی کرد. مطالعاتی روی دو سایت معروف شبکه‌های اجتماعی انجام شده‌است و مشخص شده که با تطبیق ۱۵٪ از عکس‌های مشابه و تصاویر پروفایل در سایت‌های مختلف، می‌توان هویت کاربران را تشخیص داد.

### نگرانی مردم
«با توجه به تحقیقات انجام شده توسط گروه مشاوره بوستون، حفظ حریم خصوصی اطلاعات شخصی برای ۷۶ درصد از کاربران جهان و ۸۳ درصد از کاربران ایالات متحده مهمترین مسئله است.» از هر ۱۰ نفر آمریکایی، ۶ نفرشان (۶۱٪) گفته‌اند که مایلند کارهای بیشتری برای محافظت از حریم خصوصی خود انجام دهند.
برای سایتهایی که مردم را ترغیب به افشای اطلاعات شخصی می‌کنند، اشاره شده‌است که اکثر کاربران در افشای اطلاعات شخصی خود برای گروه بزرگی از افراد مشکلی ندارند. در سال ۲۰۰۵، تحقیقی روی تحلیل داده‌های ۵۴۰ پروفایل فیس بوک دانشجویان ثبت نام شده در دانشگاه کارنگی ملون انجام شد. مشخص شد که ۸۹٪ از کاربران اسامی اصلی گذاشته‌اند و ۶۱٪ از آنها عکسی از خود برای شناسایی آسان‌تر منتشر کرده‌اند. اکثر کاربران نیز در تنظیم حریم خصوصی خود تغییری ایجاد نکرده‌اند و به تعداد زیادی از کاربران ناشناس اجازه دسترسی به اطلاعات شخصی خود را داده‌اند (تنظیمات پیش فرض در ابتدا به دوستان، دوستان دوستان و غیر دوستان در همان شبکه اجتماعی اجازه می‌دهد تا دسترسی کامل به پروفایل شخص را داشته باشند). برای کاربران این امکان وجود دارد که اجازهٔ دسترسی به موقعیت مکانی آنها را برای دیگر کاربران غیرفعال کنند تا آنها نتوانند از موقعیت مکانی این افراد از طریق فیس بوک با خبر شوند، اما این کار باید به صورت جداگانه و دستی انجام شود، بنابراین به نظر می‌آید که کاربران زیادی از این گزینه استفاده نمی‌کنند. اکثر کاربران متوجه این نکته نیستند که اگرچه از این ویژگی‌های امنیتی فیس بوک استفاده می‌کنند، پس از هر به روز رسانی، این تنظیمات پیش فرض به حالت اول برمیگردد. همه اینها باعث ایجاد نگرانی‌های زیادی در خصوص انتشار اطلاعات بیش از حد در سایت‌های شبکه‌های اجتماعی است که ممکن است تأثیرات جدی بر حریم خصوصی آنها داشته باشد. فیس بوک به دلیل ضعف در مورد حریم خصوصی کاربران در تنظیمات پیش فرض، مورد انتقاد قرار گرفت.